# Miguel Ángel Lozano Marco
Miguel Ángel Lozano Marco (Alicante, 5 de octubre de 1948) es profesor emérito en la Universidad de Alicante, de la que ha sido catedrático de Literatura Española hasta su jubilación en 2019. 

## Trayectoria
Especialista en literatura española contemporánea. Ha publicado estudios sobre la novela naturalista, Leopoldo Alas (Clarín), Miguel de Unamuno, Antonio Machado, el Simbolismo en España, la influencia de Arthur Schopenhauer en la literatura española, la novela corta, Darío de Regoyos, José Gutiérrez Solana, Óscar Esplá, Ramón Pérez de Ayala, Gabriel Miró, Miguel Hernández y Azorín, del que ha coordinado sus Obras escogidas en tres volúmenes (1998).
Ha sido miembro del Instituto de Cultura «Juan Gil-Albert», director de la colección "Literatura y Crítica" y de la revista Canelobre entre 1990 y 2000.
Ha organizado diversos Congresos, Simposios, Seminarios y Coloquios internacionales, y ha impartido cursos y pronunciado conferencias en universidades europeas.

## Publicaciones
De entre sus publicaciones destacan los libros Del relato modernista a la novela poemática: La narrativa breve de Ramón Pérez de Ayala (1983, Premio Fastenrath 1987), La literatura como intensidad (1988) , Imágenes del pesimismo. Literatura y arte en España 1898-1930 (2001) y Los inicios de la obra literaria de Gabriel Miró. Del vivir (2010).
Ha publicado ediciones anotadas de obras de Ramón Pérez de Ayala, Azorín y Gabriel Miró, y ha coordinado y editado los volúmenes Schopenhauer y la creación literaria en España (1996),Simbolismo y Modernismo (2002), Gabriel Miró. Las cosas intactas (2005, en colaboración con Rosa Monzó), El Quijote, libro abierto (2006), El Simbolismo literario en España (2006), Nuevas perspectivas sobre Gabriel Miró (2007), Novela lírica y novela poemática en el Modernismo español (2010), así como las Actas del Simposio Internacional Gabriel Miró (1997) y del II Simposio Internacional. Gabriel Miró, novelista (2002).
Ha preparado las Obras Completas de Gabriel Miró en tres volúmenes (2006-2008) con amplios estudios introductorios y una extensa y minuciosa bibliografía; también ha preparado la edición de las Novelas de Azorín en dos tomos (2011 y 2012).
En 2025 ha recogido en un volumen, publicado en la Biblioteca Virtual Miguel de Cervantes, la mayor parte de sus trabajos sobre José Martínez Ruiz, "Azorín", que andaban dispersos en diversos libros y revistas, con el título Treinta estudios sobre Azorín.